# Kolonia-Gródź
Kolonia-Gródź [kɔˈlɔɲa ˈɡrut͡ɕ] est un village polonais de la gmina de Wąsosz dans le powiat de Grajewo et dans la voïvodie de Podlachie.